# Ceriagrion chaoi
Ceriagrion chaoi е вид водно конче от семейство Coenagrionidae. Видът не е застрашен от изчезване.

## Разпространение
Разпространен е в Малайзия (Западна Малайзия), Мианмар, Сингапур и Тайланд.

## Описание
Популацията на вида е стабилна.